# نورمان هارفي
نورمان هارفي (بالإنجليزية: Norm Harvey)‏ هو لاعب كرة قدم أمريكية أمريكي، ولد في 19 مايو 1899 في كالوميت في الولايات المتحدة، وتوفي في 14 ديسمبر 1941 في ديترويت في الولايات المتحدة.

## وصلات خارجية
- نورمان هارفي على موقع مرجع كرة القدم المحترفة.كوم (الإنجليزية)
- نورمان هارفي على موقع JustSportsStats.com (الإنجليزية)